# Swan Song Records
Ne doit pas être confondu avec Swan Song Records.
Swan Song Records est un label indépendant britannique, actif entre 1974 et 1983. Le label est fondé par Led Zeppelin le 10 mai 1974. Il était dirigé par le manager de Led Zeppelin, Peter Grant, et était un moyen pour le groupe de faire la promotion de ses propres produits, ainsi que de signer des artistes qui avaient du mal à obtenir des contrats avec des majors.

## Histoire
La décision de lancer ce label naquit après la fin du contrat de cinq ans qui liait le groupe à Atlantic Records, à la fin de 1973. Finalement, les disques sortis sous le label Swan Song furent distribués par Atlantic. Swan song signifie « chant du cygne » en français. Le logo de la compagnie était basé sur Evening ou The Fall of Day, une peinture de William Rimmer représentant le dieu grec Apollon (1869).
Le 31 octobre 1974, une grande fête fut organisée aux Chislehurst Caves, dans le Kent, pour célébrer la première sortie britannique du label : l'album Silk Torpedo des Pretty Things. Le premier album sorti chez Swan Song était en réalité celui de Bad Company, paru en juin 1974, mais ce dernier était distribué par Island au Royaume-Uni. En mars 1975, quatre albums parus chez Swan Song étaient présents dans le Billboard 200 : Bad Company, Silk Torpedo, Physical Graffiti de Led Zeppelin et Suicide Sal de Maggie Bell. Le label finance également en partie des projets cinématographiques tels que Monty Python : Sacré Graal ! en 1975.
Des artistes ont signé avec le label sans jamais y produire aucun album, notamment New York, l'auteur-interprète Mirabaï, Metropolis (qui comportait des membres des Pretty Things), The Message (qui comportait les futurs membres de Bon Jovi Alec John Such et Richie Sambora), ainsi que Itchy Brother (qui comportait des futurs membres des Kentucky Headhunters). Iron Maiden et Q-Tips (groupe de Paul Young) furent approchés par le label, mais ne signent pas. Roy Harper et le guitariste de blues Bobby Parker étaient des artistes que Swan Song Records désirait faire signer mais qui se sont finalement tournés vers d'autres labels.
Swan Song cesse ses opérations en octobre 1983 lors de la séparation de Led Zeppelin et des problèmes de santé de Peter Grant. Le président d'Atlantic, Phil Carson, fait, en vain, une tentative pour sauver le label. Après l'arrêt de Swan Song, Robert Plant lance son propre label, Es Paranza Records, tandis que Jimmy Page et John Paul Jones sont retournés chez Atlantic Records. Aujourd'hui, le label est strictement utilisé pour les ré-éditions des albums de son catalogue.

## Discographie

### Albums
- 15 juin 1974 : Bad Company – Bad Company (SS-8410)
- 1er novembre 1974 : Silk Torpedo – The Pretty Things (SS-8411)
- 24 février 1975 : Physical Graffiti – Led Zeppelin (SS-2-200)
- avril 1975 : Suicide Sal – Maggie Bell (SS-8412)
- 12 avril 1975 : Straight Shooter – Bad Company (SS-8413)
- décembre 1975 : Savage Eye – The Pretty Things (SS-8414)
- 21 février 1976 : Run with the Pack – Bad Company (SS-8415)
- 31 mars 1976 : Presence – Led Zeppelin (SS-8416)
- 28 septembre 1976 : The Song Remains the Same – Led Zeppelin (SS-2-201)
- mars 1977 : Burnin' Sky – Bad Company (SS-8500)
- avril 1977 : Detective – Detective (SS-8417)
- avril 1977 : Get It – Dave Edmunds (SS-8418)
- avril 1978 : It Takes One to Know One – Detective (SS-8504)
- 8 septembre 1978 : Tracks on Wax 4 – Dave Edmunds (SS-8505)
- 17 mars 1979 : Desolation Angels – Bad Company (SS-8506)
- 5 juillet 1979 : Repeat When Necessary – Dave Edmunds (SS-8507)
- 15 août 1979 : In Through the Out Door – Led Zeppelin (SS-16002)
- février 1981 : Midnight Flyer – Midnight Flyer (SS-8509)
- 20 avril 1981 : Twangin'... – Dave Edmunds (SS-16304)
- août 1981 : Sad Café – Sad Café (SS-16048)
- novembre 1981 : Best of Dave Edmunds – Dave Edmunds (SS-8510)
- février 1982 : Rock 'n' Roll Party – Midnight Flyer (SS-11002)
- 15 février 1982 : Death Wish II (bande originale) – Jimmy Page (SS-8511)
- 28 juin 1982 : Pictures at Eleven – Robert Plant (SS-8512)
- août 1982 : Rough Diamonds – Bad Company (790001-1)
- 19 novembre 1982 : Coda – Led Zeppelin (790051-1)
- avril 1983 : Wildlife – Wildlife (790078-1)

### Singles
- novembre 1974 : Is It Only Love / Joey – The Pretty Things (SSK-19401)
- 2 avril 1975 : Trampled Under Foot / Black Country Woman – Led Zeppelin (SS-70102, uniquement aux États-Unis)
- mai 1975 : I'm Keeping... / Atlanta – The Pretty Things (SSK-19403)
- juillet 1975 : Joey / Bridge of God – The Pretty Things (SSK-19401)
- novembre 1975 : MIRABAI – Mirabaï (SD-18144)
- janvier 1976 : Sad Eye / Remember the Boy – The Pretty Things (SSK-19405)
- mai 1976 : Tonight / It Isn't Rock 'n' Roll – The Pretty Things (SSK-19406)
- 18 juin 1976 : Candy Store Rock / Royal Orleans – Led Zeppelin (SS-70110, uniquement aux États-Unis)
- juillet 1976 : Here Comes the Weekend / As Lovers Do – Dave Edmunds (SSK-19408)
- octobre 1976 : When or Where / New York's a Lonely Town – Dave Edmunds (SSK-19409)
- avril 1977 : Ju Ju Man / What Did I Do Last Night – Dave Edmunds (SSK-19410)
- juin 1977 : I Knew the Bride / Back to Schooldays – Dave Edmunds (SSK-19411)
- mars 1978 : Hazell / Night Flighting – Maggie Bell (SSK-19412)
- septembre 1978 : Deborah / What Looks Best on You – Dave Edmunds (SSK-19413)
- novembre 1978 : Television / Never Been in Love – Dave Edmunds (SSK-19414)
- mars 1979 : Rock 'n' Roll Fantasy / Crazy Circles – Bad Company (SSK-19416)
- avril 1979 : Al on the Juke Box / It's My Own Business – Dave Edmunds (SSK-19417)
- mai 1979 : Hazell / Night Flighting – Maggie Bell (SSK-19412P, réédition)
- 8 août 1979 : Girls Talk / Bad is Bad – Dave Edmunds (SSK-19418)
- septembre 1979 : Queen of Hearts / Creature from the Black Lagoon – Dave Edmunds (SSK-19419)
- 10 octobre 1979 : Crawling from the Wreckage / As Lovers Do – Dave Edmunds (SSK-19420)
- 7 décembre 1979 : Fool in the Rain / Hot Dog – Led Zeppelin (SS-71003, uniquement aux États-Unis)
- janvier 1980 : Singing the Blues / Boys Talk – Dave Edmunds (SSK-19422)
- mars 1981 : Rough Trade / Midnight Love – Midnight Flyer (SSK-19423)
- 10 avril 1981 : Almost Saturday Night / You'll Never Get Me Up – Dave Edmunds (SSK-19424)
- juin 1981 : The Race Is On / (I'm Gonna Start) Living If It Kills Me – Dave Edmunds avec Stray Cats (SSK-19425)
- octobre 1981 : Hold Me / Spring Greens – B. A. Robertson et Maggie Bell (BAM-1)
- avril 1982 : Waiting for You / Rock 'n' Roll Party – Midnight Flyer (SSK-19426)
- septembre 1982 : Goosebumps / Key to Your Heart – Maggie Bell (SSK-19428)
- septembre 1982 : Burning Down One Side / Moonlight in Samosa – Robert Plant (SSK-19429)
- septembre 1982 : Burning Down One Side / Moonlight in Samosa / Far Post – Robert Plant (SSK-19429T, 12 pouces)
- janvier 1983 : Crazy / All I Have to Do Is Dream – Maggie Bell (MB-1)
- septembre 1983 : Somewhere in the Night / Sun Don't Shine – Wildlife (B-9842)